# Poříčí u Litomyšle
Pour les articles homonymes, voir Poříčí.
Poříčí u Litomyšle (en allemand : Porschitsch) est une commune du district de Svitavy, dans la région de Pardubice, en Tchéquie. Sa population s'élevait à 520 habitants en 2024.

## Géographie
Poříčí u Litomyšle se trouve à 12 km au sud-ouest de Litomyšl, à 21 km à l'ouest-nord-ouest de Svitavy, à 40 km au sud-est de Pardubice et à 130 km à l'est-sud-est de Prague.
La commune est limitée par Chotěnov au nord, par Desná et Horní Újezd à l'est, par Lubná au sud, et par Budislav à l'ouest.

## Administration
La commune se compose de trois sections :
- Mladočov
- Poříčí u Litomyšle
- Zrnětín

## Histoire
La première mention écrite du village date de 1361.

## Galerie

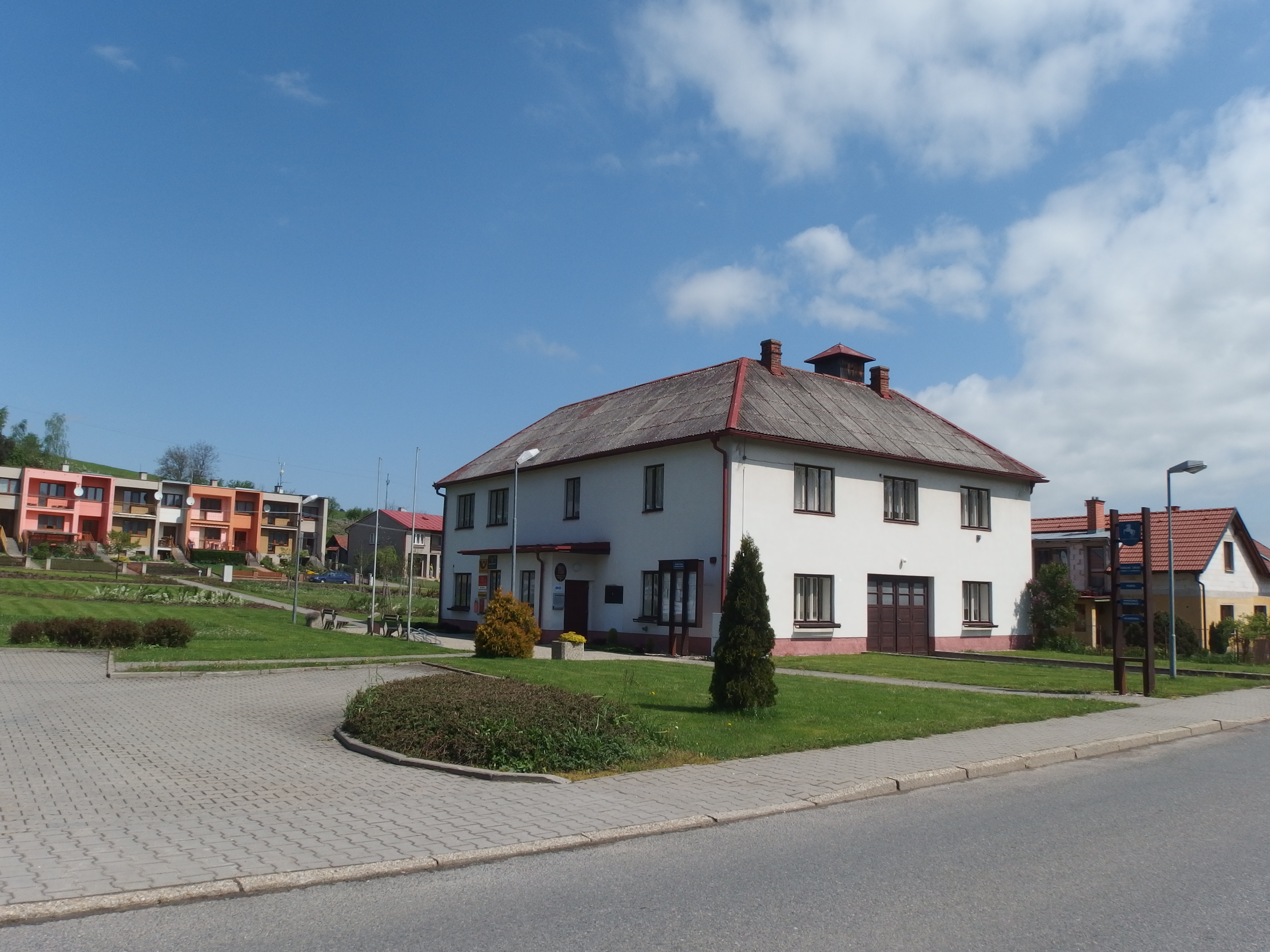
Poříčí u Litomyšle : la mairie.
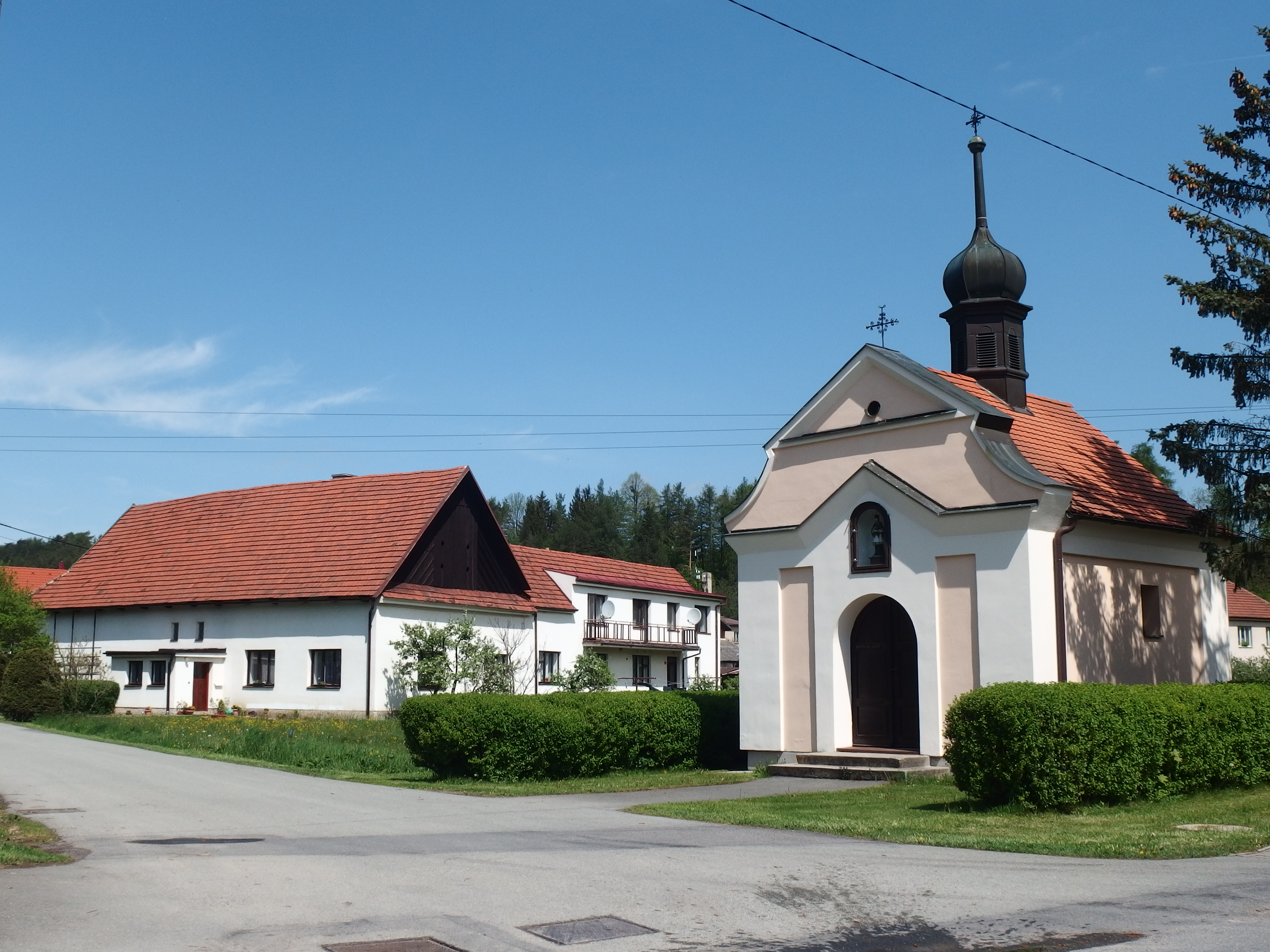
Chapelle à Poříčí u Litomyšle.

## Transports
Par la route, Poříčí u Litomyšle se trouve à 12 km de Polička, à 29 km de Svitavy, à 50 km de Pardubice et à 167 km de Prague. 